# Fair Weather Friends
Fair Weather Friends (titulado en español como Amigos de buen tiempo) es un cortometraje animado de la serie cinematográfica del Pájaro Loco. Fue producido por Walter Lantz Productions y lanzado por Universal Pictures el 18 de noviembre de 1946.

## Argumento
El Pájaro Loco y su amigo, Wolfie Wolf, están navegando en un yate. Luego el yate se hunde, Loquillo y Wolfie son arrastrados a una isla desierta. Luego los dos tratan de comerse al otro. Después de todo vuelven a ser amigos.